# Friedrich von Bothmer (Politiker)
Friedrich Wilhelm Carl Bernhard von Bothmer (* 13. September 1807 in Landesbergen; † 16. April 1877 in Hannover) war ein deutscher Beamter und Politiker. Er war Landrat und Mitglied des Konstituierenden Reichstags des Norddeutschen Bundes.

## Leben
Friedrich von Bothmer besuchte das Gymnasium in Rinteln, wo er 1825 die Reifeprüfung ablegte. 1825 bis 1829 studierte er Rechtswissenschaften in Göttingen. 1829 wurde er erst Auditor und 1831 Assessor in Nienburg. Anschließend trat er aus dem hannoverschen Staatsdienst aus und bewirtschaftete das väterliche Gut und war erst Landkommissar und dann Landrat und Schatzrat in der  Hoya-Diepholzschen Landschaft. Er gehörte der I. Kammer Hannovers von 1841 bis 1857 und von 1863 bis 1866 an und war zeitweise deren Vizepräsident. 1861/62 war er Mitglied der II. Kammer und 1867/68 des hannoverschen Provinziallandtags.
1867 war er Mitglied des Konstituierenden Reichstags des Norddeutschen Bundes für den Wahlkreis Hannover 7 (Nienburg, Neustadt am Rübenberge, Fallingbostel) und für die Bundesstaatlich-konstitutionelle Vereinigung.
Der deutsche Diplomat Ernst von Bothmer war einer seiner Söhne.